# Ubuyama
Ubuyama (産山村?, Ubuyama-mura) è un villaggio giapponese della prefettura di Kumamoto.